# 艾尔塞里托 (加利福尼亚州)
艾尔塞里托，也稱艾城，是美国加利福尼亚州康特拉科斯塔县下属的一个城市。于1917年8月23日建市。城市面积约为9.6平方公里，根据2010年美国人口普查，该市有人口23,549人。

## 教育
西康特拉科斯塔聯合學區有学校。